# Crévacol
Crévacol est une station de ski située sur la commune de Saint-Rhémy-en-Bosses, dans la haute vallée du Grand-Saint-Bernard, dans le nord-ouest de la Vallée d'Aoste, en Italie.

## Domaine skiable
Le domaine skiable compte 20,8 km de pistes exposées au sud et situées au-delà de la limite de la forêt, pour un dénivelé maximal de 810 m. Il est accessible depuis la route menant au col du Grand Saint Bernard, au niveau d'un parking situé dans un virage marqué de la route. La saison d'exploitation hivernale commence généralement début décembre et se termine fin mars, si le niveau d'enneigement naturel le permet. Des enneigeurs sont installés entre 2 250 m et le bas des pistes.
Un télésiège 2-places à pince fixe part du parking et arrive, en près de 9 minutes, à 2 000 m d'altitude. Une route enneigée ainsi qu'une piste rouge permettent le retour en vallée, nécessitant peu avant l'arrivée de franchir la route d'accès au col au moyen d'un pont. Un deuxième télésiège, 3-places, rejoint ensuite en près de 9 minutes le sommet du domaine. De là part la majorité des pistes du domaine, desservies par cette même remontée mécanique. Une piste noire relativement excentrée rejoint directement le parking dans la vallée, en effectuant une boucle de plus de 2,7 km à l'écart du reste du domaine. Un fil-neige pour débutants a été installé au niveau du parking. Deux fils-neige supplémentaires sont encore implantés au niveau du parc de jeux à Saint-Oyen.
La station coopère avec la station de ski valdôtaine de Pila à travers une offre forfaitaire commune.